# Vignely
Vignely település Franciaországban, Seine-et-Marne megyében. Lakosainak száma 323 fő (2022. január 1.). Vignely Isles-lès-Villenoy, Lesches, Trilbardou és Villenoy községekkel határos.

## Népesség
A település népessége az elmúlt években az alábbi módon változott:
| Lakosok száma | 273  | 298  | 310  | 309  | 308  | 307  | 313  | 318  | 323  |
|               | 2013 | 2015 | 2016 | 2017 | 2018 | 2019 | 2020 | 2021 | 2022 |